# گریدی (آلاباما)
گریدی (به انگلیسی: Grady) یک منطقهٔ مسکونی در ایالات متحده آمریکا است که در شهرستان مونتگومری، آلاباما واقع شده‌است.